# Vook
Il termine vook è un neologismo internazionale, formato per sincrasi dei termini inglesi video e book ("libro"), usato per definire dei prodotti editoriali ibridi che associano contenuti multimediali e interattivi al tradizionale libro stampato.
La paternità del neologismo sarebbe dell'imprenditore americano Bradley Inman che nel 2009 ha fondato ad Alameda in California la società Vook, pubblicando quindi i primi quattro video-libri nell'ottobre 2009 in collaborazione con la casa editrice Simon & Schuster.
I vook sono disponibili in due formati:
1. come applicazione per PC basata sul web: sono fruibili online in streaming con Vook reader (che si avvale della tecnologia Adobe Flash);
2. come applicazione di telefonia mobile per iPhone o iPod: in questo caso è possibile scaricare e installare le applicazioni attraverso l'iTunes Store di Apple e sincronizzarle con il dispositivo mobile.

Il motto dell'editore è "Read and Watch it" (leggi e guarda il video); il vook permette infatti all'utente di leggere il libro, guardare il relativo video ed entrare in contatto con l'autore e altri lettori senza cambiare piattaforma.